# 一善堂
一善堂，是台灣新竹市香山區的鄭家私人佛堂，本尊觀世音菩薩。原為齋堂，日治時代轉為佛寺。也稱香山寺、一善寺。

## 歷史
1885年，由鄭如蘭、林汝梅等仕紳捐建。1935年，因新竹–台中地震而毀壞。1936年，由鄭肇基之妻鄭蔡秋霞捐資，遷至現址重建，因戰爭物資匱乏，戰後初期始竣工。

## 建築特色
屬於日式建築形式，以木構造為主，屋頂鋪以文化瓦，以及收頭的鬼瓦，風格與戰後改建前的大湖法雲寺相同。